# Athous haemorrhoidalis
Athous haemorrhoidalis är en skalbaggsart som först beskrevs av Fabricius 1801.  Athous haemorrhoidalis ingår i släktet Athous, och familjen knäppare. Arten är reproducerande i Sverige.

## Bildgalleri

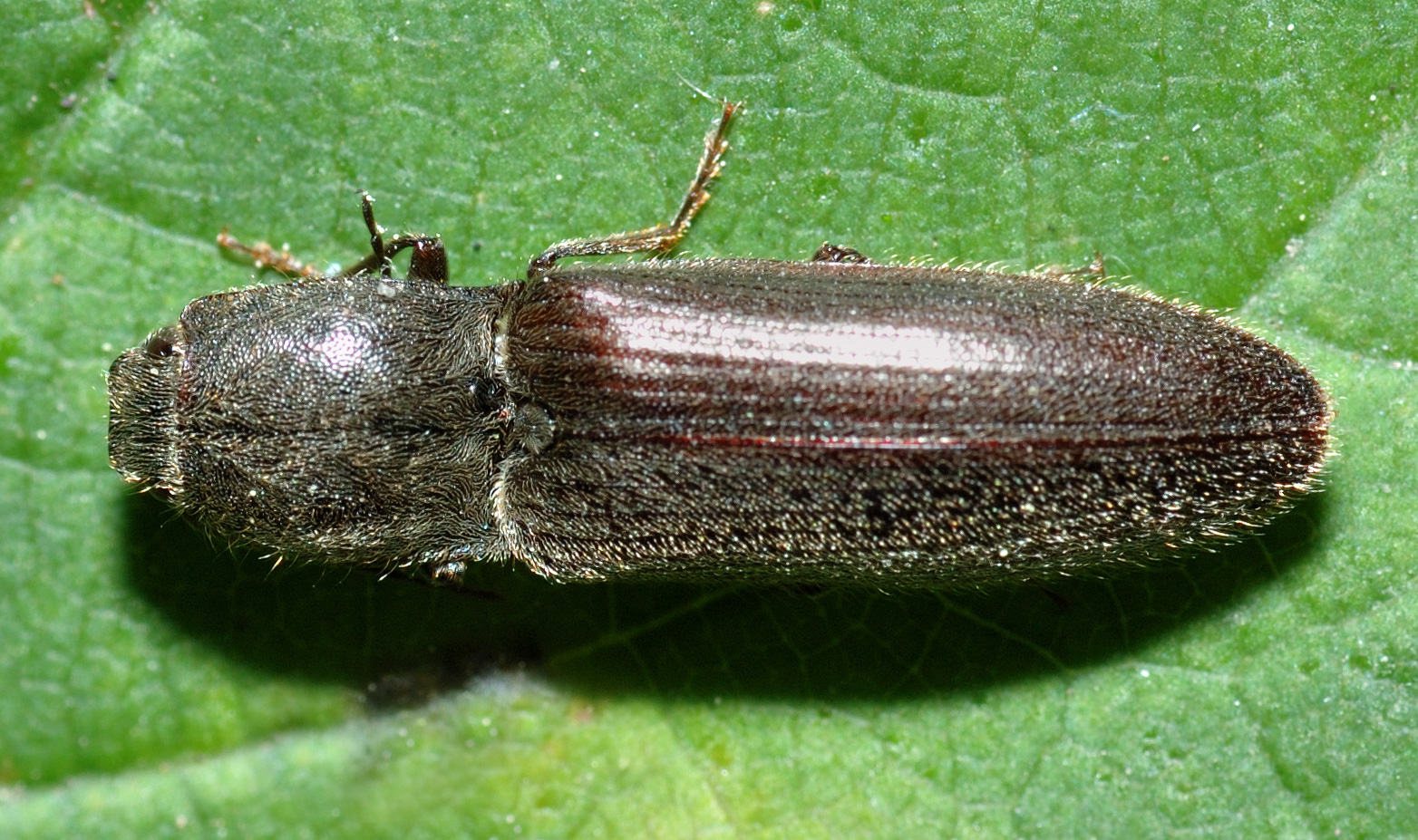
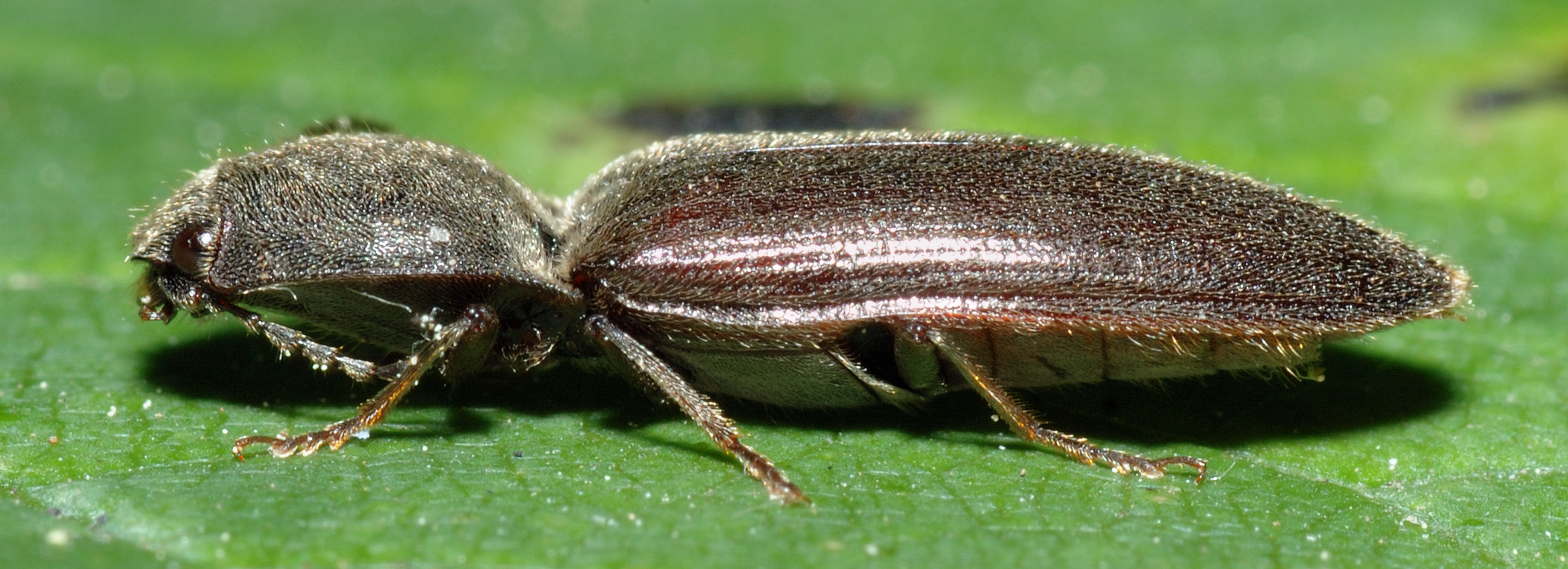
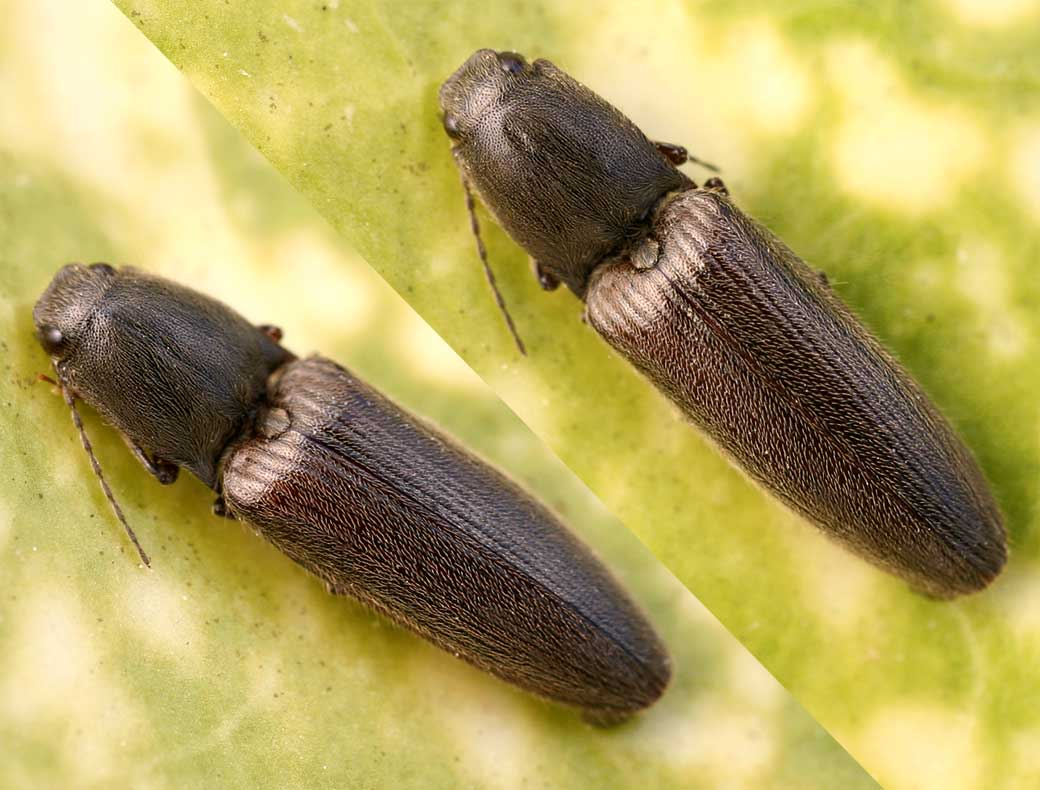
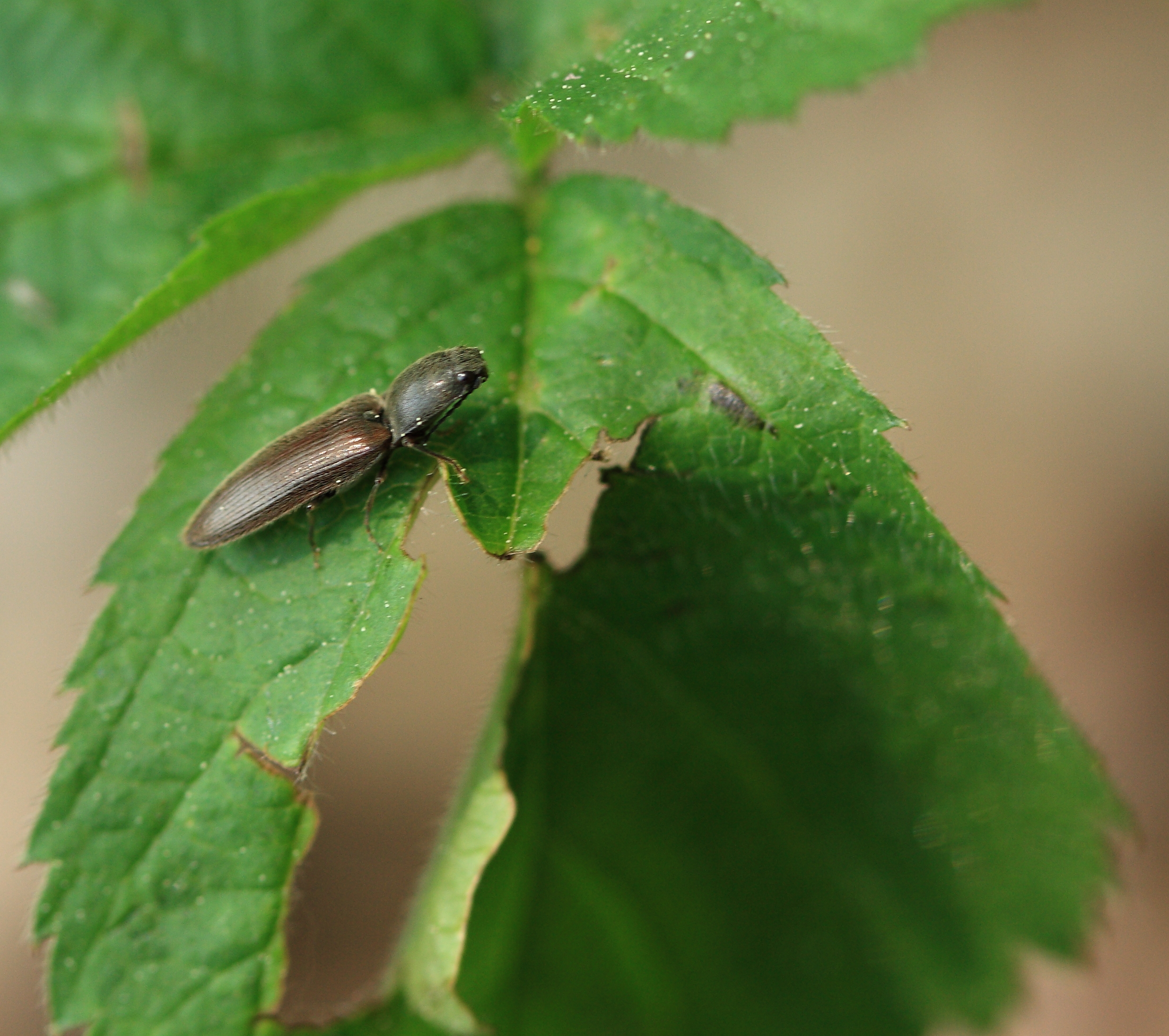
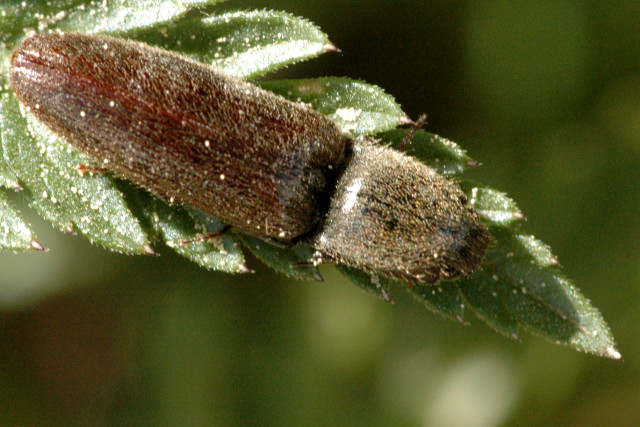